# Vézannes
Vézannes – miejscowość i gmina we Francji, w regionie Burgundia-Franche-Comté, w departamencie Yonne.
Według danych na rok 1990 gminę zamieszkiwały 63 osoby, a gęstość zaludnienia wynosiła 7 osób/km² (wśród 2044 gmin Burgundii Vézannes plasuje się na 847. miejscu pod względem liczby ludności, natomiast pod względem powierzchni na miejscu 988.).